# 캄브리아기
| 에디아카라기 ← 캄브리아기 → 오르도비스기 538.8 – 485.4 백만년 전 |                                     |
|                                                                  |                                     |
| 평균 O2 농도                                                     | 약 12.5 Vol % (현재의 63 %)         |
| 평균 대기 CO2 농도                                               | 약 4500 ppm (산업 시대 이전의 16배) |
| 평균 표면 온도                                                   | 약 21 °C (현재보다 7 °C 높음)       |

캄브리아기(Cambrian Period)는 고생대의 첫번째 기이다. 캄브리아기는 5억 4200만 년 전에 시작하여 4억 8830만 년 전에 끝난다. 캄브리아기의 시작은 고생대가 시작되는 시기이며 캄브리아기의 끝은 오르도비스기로 이어진다. 캄브리아기는 해면이나 히드라종류보다 복잡한 다세포생물의 화석이 많이 발견되기 시작하는 첫 번째 시기이다. 이 시기 동안 대략 15종류의 문이 예고도 없이 갑자기 생겨났다. 이러한 갑작스런 생물 문의 증가는 캄브리아기의 대폭발이라고 부른다.

## 정의와 특징
캄브리아기의 하부 경계는 전통적으로 삼엽충이 처음으로 나타난 시기로 정의되며 그 끝은 대량멸종 사건으로 정해진다. 방사성 탄소 연대 측정법을 통해 정해진 캄브리아기의 시작과 끝은 5억 4500만 년 전과 4억 9000만 년 전으로 정해졌으나 학자에 따라서 2000만 년 정도의 차이가 있다. 최근에 캄브리아기의 시작 시기에 있었던 멸종사건으로부터 보다 정확한 캄브리아기의 시작 연대 (5억 4200만 년±30만 년)가 제시되었다. 캄브리아기 하부경계와 정확히 일치하는 탄소13의 일시적 감소가 있는데, 전 세계적으로 관찰되는 이 현상을 근거로 하여 추정된 결과이다.
캄브리아기는 다시 테르뇌브세와 캄브리아기 제2세, 캄브리아기 제3세, 푸룽세로 나뉜다. 테르뇌브세는 캄브리아기의 시작부터 삼엽충의 등장까지로 정의된다.
캄브리아기의 대륙들은 초대륙 판노티아로부터 분열하여 나온 것들이다. 당시의 기후는 지금보다 따뜻해서 극지에도 빙하는 없었으며, 얕은 바다가 넓게 펼쳐져 있었으리라 생각된다. 당시의 대륙 이동 속도는 특별히 빨랐다고 여겨진다.
동물인지 식물인지 확실하지 않은 몇몇 문을 제외한, 화석기록을 가지는 모든 문(완족동물 제외)이 이 시기에 출현한다. 그리고 해면을 제외한 모든 문이 캄브리아기의 시작을 전후해서 생겨났다. 너무 작아서 화석기록을 가지지 않는 소수 현생 문들은 물론 제외했다. 이미 멸종한 동물들 중에는 아직도 다른 동물들과 연관관계가 파악되지 않은 것들도 있다. 갑작스런 생물 다양성의 급격한 증가를 캄브리아기의 대폭발이라고 한다. 한편 캐나다 온타리오에서는 5억 3000만 년 전의 사암에서 삼엽충의 것으로 보이는 육상에서 기어다닌 흔적이 발견되었다.
가장 연구가 많이 된 곳은 캐나다 브리티시컬럼비아의 버제스 셰일층으로 중기 캄브리아기를 대표하며, 당시의 생물다양성에 대하여 많은 정보를 제공해주고 있다. 비슷한 동물군이 세계 각지에서 잇따라 발견되었으며 그중 가장 유명한 곳은 중국의 윈난성이다.
캄브리아기 직전의 에디아카라 동물군과의 연관성은 아직 파악되지 않고 있다.
분자연대측정 결과는 10억 년 전에는 균류가, 7억 년 전에 간단한 육상식물이 육상에 있었을 가능성을 제시하기도 하나, 일반적으로는 이 시기에는 아직까지 육상식물은 없었던 것으로 받아들여진다. 당시의 육지는 사막이나 불모지였다. 이 시기에 바다에서는 녹조류가 생겨났고 이들이 오르도비스기 말기에 육상 식물로 진화하였다.
캄브리아라는 이름은 최초로 연구된 이 시기의 암석이 있는 영국 웨일스의 옛 이름인 캄브리아에서 왔다.

## 대한민국
대한민국에 분포하는 지층 중 조선 누층군의 태백층군 장산층(논란 있음), 묘봉층, 대기층, 세송층, 화절층과 영월층군의 삼방산층 및 마차리층이 캄브리아기에 속한다.

## 같이 보기
- 조선 누층군 - 캄브리아기에서 오르도비스기까지 형성된 한반도의 퇴적암 지층